# Helianthaster rhenanus
L'eliantastro (Helianthaster rhenanus) è un echinoderma estinto, appartenente alle stelle di mare. Visse nel Devoniano inferiore (circa 409 - 402 milioni di anni fa) e i suoi resti fossili sono stati ritrovati in Germania.

## Descrizione
Questo animale, simile alle attuali stelle marine, possedeva un diametro che poteva oltrepassare i 15 centimetri con le braccia estese. Helianthaster possedeva 14 - 16 braccia, allungate e sottili, dotate di una superficie aborale con ossificazioni granulari. La bocca era ampia e composta di piastre orali piuttosto grandi; erano presenti spine sugli adambulacrali, mentre il disco centrale era composto da piccoli ossicoli. Uno studio dell'esemplare tipo, grazie ai raggi X, sembrerebbe confermare la presenza di grandi flange muscolari semicircolari lungo la metà delle braccia (Südkamp, 2011).

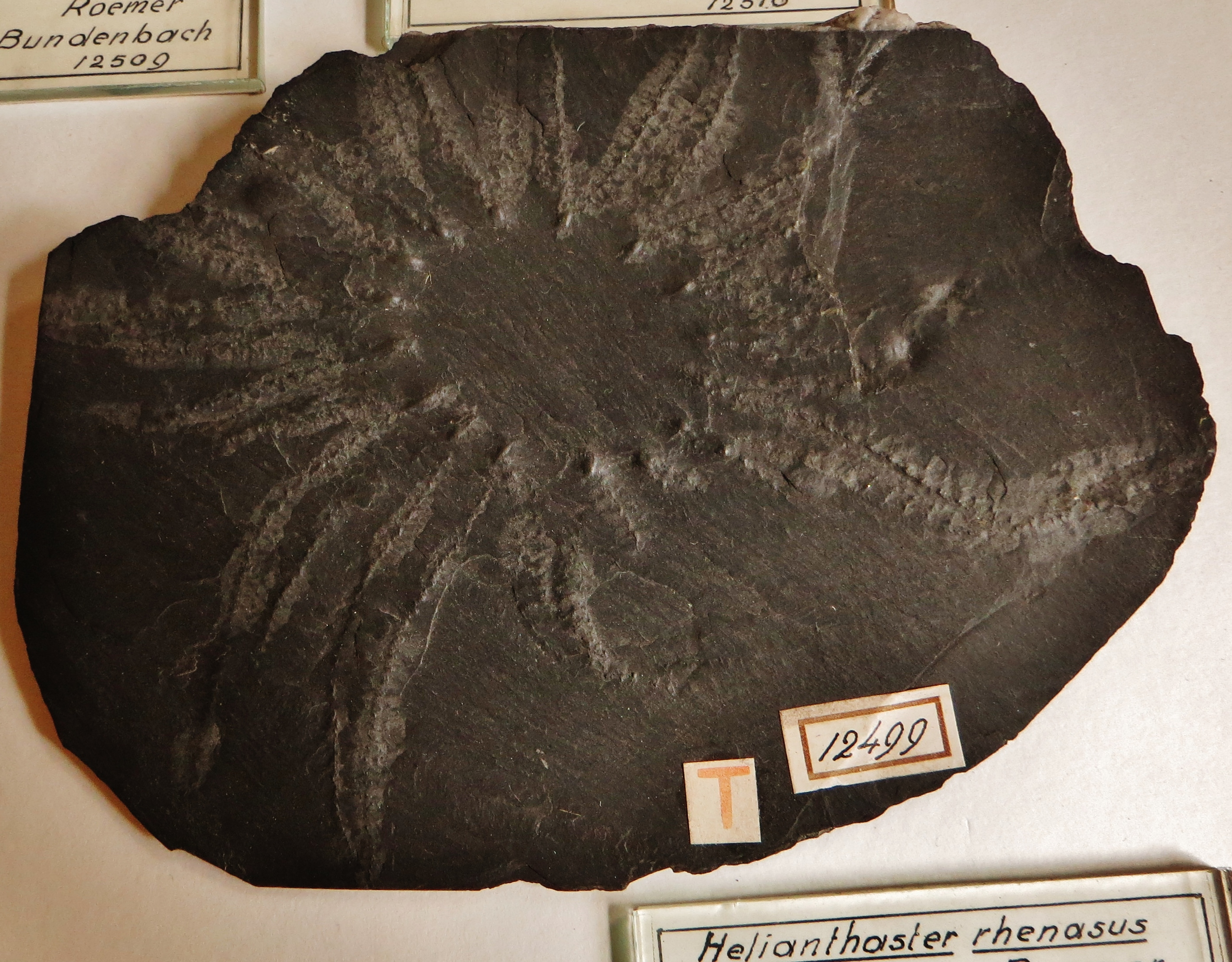
Esemplare tipo di Helianthaster rhenanus, conservato al Teylers Museum di Haarlem

## Classificazione
Helianthaster rhenanus venne descritto per la prima volta nel 1862 da Roemer, sulla base di fossili ritrovati nella zona di Bundenbach in Germania, risalenti al Devoniano inferiore. Helianthaster venne variamente attribuito agli Asteroidea, agli Ophiuroidea o a un altro gruppo (Auluroidea), ma solo di recente questo echinoderma e i suoi stretti parenti (Helianthasteridae) sono stati attribuiti con qualche certezza agli Asteroidea (Blake, 2009). Altre stelle marine molto simili erano i nordamericani Arkonaster (Devoniano medio) e Lepidasterella (Carbonifero medio), quest'ultimo dotato di 24 braccia. 

## Paleoecologia
Probabilmente Helianthaster si muoveva sul fondale marino flettendo le numerose braccia, cibandosi di piccoli animali e particelle di cibo.